# کالینین (جامی)
کالینین جماعت و شهرکی در جنوب غربی کشور تاجیکستان است که در ناحیهٔ جامی ولایت ختلان قرار دارد. جمعیت این جماعت ۱۳۸۴۷ است.